# El Hispano News
El Hispano News es un periódico de Dallas (Texas) que se edita en español desde 1986, y actualmente cubre el 90% de la creciente comunidad hispana de Dallas, distribuyéndose 28.477 copias auditadas por C.A.C. (Certified Audit of Circulation). Se trata del periódico en español más leído del área metropolitana de Dallas.
Además de las secciones de noticias nacionales e internacionales, hay otras secciones especiales, como la de comida y salud, la de información específica sobre la inmigración y otra sección de datos que arroja el "Hispanic PR Wire" sobre información económica hispana. 
El Hispano News en la versión para internet, ha sido creado por "Hispanic Digital Network".

## Secciones
1. Noticias locales de Dallas
2. Noticias nacionales de EE. UU.
3. Noticias de América Latina
4. Noticias del Mundo.
5. Deportes
6. Arte y cultura
7. Salud
8. Inmigración
9. Bienes raíces
10. Educación
11. Negocios
12. Gobierno
13. Viajes
14. Entretenimiento
15. Eventos (en Dallas)
16. Tecnología
17. Familia
18. Clima
19. Columnistas y editoriales
20. Cartas de los lectores

En la página web de Hispano News hay foros, videos y una sección llamada "Media Kit" donde se puede editar publicidad.